# 불설불모출생삼법장반야바라밀다경 권9
불설불모출생삼법장반야바라밀다경 권9(佛說佛母出生三法藏般若波羅蜜多經 卷九)는 서울특별시 관악구 호림박물관에 있는, 고려시대의 경전이다. 2012년 9월 13일 서울특별시의 유형문화재 제339호로 지정되었다.

## 개요
『佛說佛母出生三法藏般若波羅蜜多經』은 수많은 반야부 경전들 중에서 가장 초기에 성립된 경전으로, 호림박물관 소장본은 전체 25권 중 권9만 남아 있다.
권말에는 “大宋咸平六年(1003)十一月日進”과 熙寧辛亥年(1071)년에 현성사(顯聖寺)에서 인쇄한 기록이 판각되어 있어 중국에서 한역할 당시에 간행에 참여한 인물들을 알 수 있다.
송나라는 개보칙판대장경이 완성된 983년에 새로 인경원(印經院)을 설치하여 전법원(傳法院)으로 이름을 내리고, 대장경의 신역(新譯)·조인(雕印) 사업을 계속 전담하게 하였는데, 그 기능이 개봉부(開封府)에 있는 숭화방(崇化坊) 현성사(顯聖寺)의 성수선원(聖壽禪院)으로 이관되어 11세기 말에서 12세기 초기까지 계속되었으며, 고려에서도 그에 대한 추조(追雕)작업이 진행되었다.『불설불모출생삼법장반야바라밀다경』 권9는 이러한 신역송판의 상황을 보여주는 자료이면서 고려에서 추조한 송조 신역대장경이라는 데 의미가 있다.
이 경전은 판각기법, 판식, 지질, 장정 등을 볼 때 재조대장경과는 다르고 초조판의 후쇄본과 거의 같은 초조대장경 추조본에 속하는 것으로 현존하는 판본 중에 가장 이른 시기의 것인 바 비록 일부 훼손되었지만 유형문화재로 지정하여 보존할 가치가 크다.

## 참고 자료
- 불설불모출생삼법장반야바라밀다경 권9 - 국가유산청 국가유산포털